# Atanycolus australiensis
Atanycolus australiensis är en stekelart som beskrevs av Donald L.J. Quicke och Ingram 1993. Atanycolus australiensis ingår i släktet Atanycolus och familjen bracksteklar. Inga underarter finns listade.